# Canis lupus crassodon
O lobo-da-ilha-de-Vancouver (Canis lupus crassodon) é uma subespécie do lobo-noroeste endêmica da costa do Pacífico Noroeste. Eles são uma subespécie única de lobo devido ao seu estilo de vida semiaquático, que inclui uma dieta quase inteiramente baseada em alimentos marinhos.
Os lobos desempenham papéis importantes nas culturas e crenças espirituais dos povos indígenas locais, com criaturas míticas como o Gonakadet e Wasgo, encontradas entre os povos Tsimshian, Tlingit e Haida da Colúmbia Britânica e do Alasca, sendo inspiradas por eles.